# Girls like Us
Girls like Us è un singolo della cantante tedesca Zoe Wees, pubblicato il 12 gennaio 2021 come secondo estratto dal primo EP Golden Wings.

## Video musicale
Il video musicale, diretto da Michael Winkler, è stato reso disponibile il 14 gennaio 2021 sul canale YouTube della cantante.

## Tracce
Testi e musiche di Zoe Wees, Hight, Nicolas Rebscher, Patrick Pyke Salmy e Ricardo Muñoz.
Download digitale
1. Girls like Us – 3:09

Download digitale – Acoustic Versions
1. Girls like Us (Piano Version) – 3:05
2. Girls like Us (Acoustic Version) – 2:54

Download digitale – MUNA Remix
1. Girls like Us (MUNA Remix) – 2:51

Download digitale – Felix Jaehn Remix
1. Girls like Us (Felix Jaehn Remix) – 3:24

## Formazione
- Zoe Wees – voce, cori
- Jennifer Adjewodo – cori
- Nicolas Rebscher – cori, basso, batteria, chitarra elettrica, tastiera, corde, sintetizzatore, produzione
- Patrick Pyke Salmy – cori, basso, chitarra, batteria, tastiera, programmazione, corde, sintetizzatore, produzione, ingegneria del suono
- Ricardo Muñoz – cori, basso, batteria, tastiera, pianoforte, corde, sintetizzatore, produzione
- Timothy Deal – percussioni, corde
- Johannes Arzberger – pianoforte
- Randy Merrill – mastering

## Classifiche

### Classifiche settimanali
| Classifica (2021) | Posizione massima |
| ----------------- | ----------------- |
| Austria           | 10                |
| Belgio (Fiandre)  | 34                |
| Croazia           | 33                |
| Francia           | 41                |
| Germania          | 9                 |
| Romania           | 81                |
| Svezia            | 65                |
| Svizzera          | 3                 |

### Classifiche di fine anno
| Classifica (2021) | Posizione |
| ----------------- | --------- |
| Austria           | 40        |
| Croazia           | 88        |
| Francia           | 134       |
| Germania          | 22        |
| Svizzera          | 17        |